# Página Siete
Página Siete è un quotidiano boliviano fondato a La Paz nel 2010.

## Storia
Il quotidiano è stato fondato nel 2010 da Raúl Garafulic e Raúl Peñaranda.
Nel 2012 il presidente boliviano Evo Morales annunciò di voler denunciare Página Siete per aver, a sua detta, distorto una sua dichiarazione. Nonostante le minacce legali non abbiano poi avuto seguito, il quotidiano è stato oggetto di attacchi da parte del governo e di esponenti politici che lo accusavano di essere un megafono dell'estrema destra cilena.